# 7급 공무원 (드라마)
《7급 공무원》은 2013년 1월 23일부터 2013년 3월 28일까지 MBC에서 방송된 20부작 수목 미니시리즈다. 동명의 영화가 원작이다.
한편, 본 작품은 한때 <비밀남녀전>으로 편성 단계에서 제목이 바뀌었으나 편성이 확정되면서 변경됐다.

## 줄거리
기업체 오너인 아버지처럼 사는 게 싫지만 아버지의 재산은 마구 탕진해대는 폼생폼사 한필훈, 그가 국정원 요원이긴 하지만 그 누구에게도 국정원이라고 말해서는 안되는 상황에 처하게 되면서 벌어지는 사랑과 우정의 좌충우돌 로맨스를 그린 드라마

## 등장 인물

### 국정원 사람들
- 최강희 : 김서원 역 (본명 : 김경자)
- 주원 : 한길로 역 (본명 : 한필훈)
- 안내상 : 국정원 신입요원 훈육 담당이자 팀장 김원석 역
- 황찬성 : 신입 국정원 요원 공도하 역
- 장영남 : 장영순 역. 국정원 공작 시나리오 요원
- 손진영 : 김풍언 역. 국정원 신입
- 최종환 : 오광재 역. 국정원 산업보안팀 총괄 컨트롤 타워
- 김민서 : 신선미 역. 국정원 신입
- 이엘 : 박수영 역. 국정원 신입

### 국정원 상대로 복수를 하는 자
- 엄태웅 : 최우혁 역. 천재적인 두뇌의 산업스파이
- 수현 : 김미래 역. 재일교포이자 WPA 본사 파견 인물
- 임윤호 : JJ / 최우진 역

### 길로 가족
- 독고영재 : 한주만 역 (길로 부)
- 임예진 : 고수자 역 (길로 모)

### 서원 가족
- 이한위 : 김판석 역 (김서원 부)
- 김미경 : 오막내 역 (김서원 모)

### 그 외
- 김율호 : 국정원 요원 역
- 송보은 : 국정원 요원 역
- 변승윤 : 국정원 학원 강사 역
- 정인기 : 김성준 역
- 서승만 : IT&TI 부장 역
- 이혜은 : 김원석 부인 역
- 서지승 : 김원석 딸 역
- 노영학 : 김민호 역 (김서원의 남동생)
- 하시은 : 이진주 역 (김서원의 친구)
- 장문규 : 면접자 역
- 고강수
- 안태영
- 염재욱
- 이찬희

## 이모저모
- '7급 공무원'은 방송 초반 첩보 로맨스라는 장르의 이점을 살렸다. 국정원이라는 무대를 소재로 신입 요원들의 훈련 과정을 흥미롭게 그려냈고, 신입 사원으로서의 고민들도 현실감 있게 담겼다. 서로의 존재를 숨기고 사랑을 키워가는 주원과 최강희의 알콩달콩 로맨스는 시청자들을 설레게 하기에 충분했다. 그러나 이 드라마의 작가인 천성일이 밝힌 바와 같이 MBC 고위층이 개입하여 촬영분의 상당 부분을 덜어내고 대본을 교체하게 하면서 방송 중.후반 들어 힘을 급격하게 잃기 시작했다. 그 결과 국정원을 둘러싼 복수극은 지루하게 이어졌고, 복수가 시청자들의 공감을 얻지 못했다. '7급 공무원'이 힘을 잃은 전개에도 극을 이끌고 갈 수 있었던 것은 주원과 최강희, 두 배우의 막강한 조합 때문이었다.[2]
- 2009년 KBS2에서 방송한 바가 있는 국가정보원 소재의 아이리스가 대한민국과 조선민주주의인민공화국 간의 제2차 한국 전쟁을 막기 위해 목숨을 걸고 임무를 수행하는 첩보원들의 영웅적인 활약상을 담으며 최고 시청률 35.5%, 평균 시청률 28.4%를 기록하고 주연 배우였던 이병헌으로 하여금 KBS 연기대상에서 대상의 기쁨을 만끽하게 하는 등 시청자들로부터 인기를 얻은 것에 반하여, 7급 공무원과 동시간대에 방송하였던 아이리스의 후속작인 아이리스 2가 상대적으로 시청률 부진에 빠진 원인 중 하나가 2012년 대통령선거 국면에서 국가정보원이 선거에 개입하여 대국민 심리전을 전개했다고 하는 의혹 제기로 말미암아 이른바 '댓글부대'라는 조롱을 받은 것이 정보기관으로서 위상이나 이미지 실추로 이어지면서 정보기관인 국가정보원 소재의 드라마에 대하여 시청자의 외면이 있었던 측면도 무시할 수 없다.[3]
- 드라마의 시청률이 떨어지고 있는 어느 날 최강희가 경쟁작인 그 겨울, 바람이 분다를 보고 있는데 뜬금없이 주원이 갑자기 "누나, 미안해. 내가 너무 못생겼지?’라고 사과한 인터뷰 내용이 알려지기도 했다.[4]

## 인터뷰
- 2013년 [정석희 인터뷰] 2부 황찬성[5]'7급 공무원', 새로운 직장인 셈이죠 : 네이버 뉴스
- 2013년 1월 2일 천성일 작가 《드라마조아》““20부작 '7급 공무원', 영화 속의 로맨틱 빼곤 다 바꿨다"”
- 2013년 4월 10일 '7급' 주원 "시청률 불패? 한길로와 행복"(인터뷰) - 스타뉴스
- 2013년 "국정원 요원들이 생각보다 가까이 있을지 몰라요" - 오마이스타

## 시청률
아래의 파란색 숫자는 '최저 시청률'이고, 빨간색 숫자는 '최고 시청률'입니다. 시청률조사회사와 지역별로 시청률에 차이가 있을 수 있습니다.
| 2013년      | 2013년      | 2013년         | 2013년       | 2013년         | 2013년       |
| 회차        | 방송일      | TNmS 시청률    | TNmS 시청률  | AGB 시청률     | AGB 시청률   |
| 회차        | 방송일      | 대한민국(전국) | 서울(수도권) | 대한민국(전국) | 서울(수도권) |
| ----------- | ----------- | -------------- | ------------ | -------------- | ------------ |
| 제1회       | 1월 23일    | 12.8%          | 15.6%        | 12.7%          | 14.6%        |
| 제2회       | 1월 24일    | 14.0%          | 16.0%        | 14.5%          | 16.9%        |
| 제3회       | 1월 30일    | 16.0%          | 18.1%        | 15.9%          | 18.1%        |
| 제4회       | 1월 31일    | 15.8%          | 18.8%        | 15.2%          | 17.2%        |
| 제5회       | 2월 6일     | 17.1%          | 20.1%        | 16.0%          | 17.7%        |
| 제6회       | 2월 7일     | 14.9%          | 16.8%        | 14.3%          | 16.0%        |
| 제7회       | 2월 13일    | 13.3%          | 14.0%        | 12.7%          | 13.3%        |
| 제8회       | 2월 14일    | 13.8%          | 15.1%        | 12.1%          | 13.2%        |
| 제9회       | 2월 20일    | 12.6%          | 12.9%        | 12.5%          | 13.8%        |
| 제10회      | 2월 21일    | 12.4%          | 13.1%        | 11.4%          | 12.5%        |
| 제11회      | 2월 27일    | 11.8%          | 13.2%        | 10.0%          | 10.7%        |
| 제12회      | 2월 28일    | 11.0%          | 11.8%        | 10.6%          | 11.8%        |
| 제13회      | 3월 6일     | 10.0%          | 10.6%        | 9.2%           | 10.8%        |
| 제14회      | 3월 7일     | 9.9%           | 11.3%        | 9.9%           | 10.8%        |
| 제15회      | 3월 13일    | 8.8%           | 9.3%         | 7.9%           | 8.8%         |
| 제16회      | 3월 14일    | 9.0%           | 8.8%         | 8.5%           | 9.1%         |
| 제17회      | 3월 20일    | 9.3%           | 10.9%        | 9.8%           | 10.9%        |
| 제18회      | 3월 21일    | 9.5%           | 10.8%        | 8.4%           | 9.0%         |
| 제19회      | 3월 27일    | 7.9%           | 8.4%         | 7.5%           | 7.7%         |
| 제20회      | 3월 28일    | 9.0%           | 9.4%         | 8.4%           | 8.6%         |
| 평균 시청률 | 평균 시청률 | 11.9%          | 13.3%        | 11.4%          | 12.6%        |

## 사운드 트랙
2013년 1월 23일부터 준호, 박지헌, Big Baby Driver, 레드애플의 한별, 스피넬, 멜로디데이, Ashgray, 주원의 수록곡이 차례로 선공개되었다.
아래는 싱글앨범에 포함된 곡들이며, 정렬기준은 출시 순이다.

### Part.1
| #  | 제목                                    | 가수 | 재생 시간 |
| -- | --------------------------------------- | ---- | --------- |
| 1. | 〈너에게 가는 길 (Feat. 택연)〉         | 준호 | 3:25      |
| 2. | 〈너에게 가는 길 (Feat. 택연) (Inst.)〉 | 준호 | 3:25      |

### Part.2
| #  | 제목                   | 가수            | 재생 시간 |
| -- | ---------------------- | --------------- | --------- |
| 1. | 〈꽃이 핀다〉          | 박지헌          | 4:09      |
| 2. | 〈A Stranger〉         | Big Baby Driver | 2:34      |
| 3. | 〈꽃이 핀다 (Inst.)〉  | 박지헌          | 4:09      |
| 4. | 〈A Stranger (Inst.)〉 | Big Baby Driver | 2:34      |

### Part.3
| #  | 제목                              | 가수          | 재생 시간 |
| -- | --------------------------------- | ------------- | --------- |
| 1. | 〈I'll Be There For You〉         | 레드애플 한별 | 4:14      |
| 2. | 〈말하지 그랬어〉                 | 스피넬        | 4:50      |
| 3. | 〈I'll Be There For You (Inst.)〉 | 레드애플 한별 | 4:14      |
| 4. | 〈말하지 그랬어 (Inst.)〉         | 스피넬        | 4:50      |

### Part.4
| #  | 제목                         | 가수       | 재생 시간 |
| -- | ---------------------------- | ---------- | --------- |
| 1. | 〈어떡해〉                   | 멜로디데이 | 3:48      |
| 2. | 〈사랑할 줄 몰라서〉         | Ashgray    | 2:52      |
| 3. | 〈어떡해 (Inst.)〉           | 멜로디데이 | 3:48      |
| 4. | 〈사랑할 줄 몰라서 (Inst.)〉 | Ashgray    | 2:52      |

### OST
| #   | 제목                                    | 가수            | 재생 시간 |
| --- | --------------------------------------- | --------------- | --------- |
| 1.  | 〈너에게 가는 길 (Feat. 택연)〉         | 준호            | 3:25      |
| 2.  | 〈꽃이 핀다〉                           | 박지헌          | 4:09      |
| 3.  | 〈I'll Be There For You〉               | 레드애플 한별   | 4:14      |
| 4.  | 〈A Stranger〉                          | Big Baby Driver | 2:34      |
| 5.  | 〈사랑할 줄 몰라서〉                    | Ashgray         | 2:52      |
| 6.  | 〈말하지 그랬어〉                       | 스피넬          | 4:50      |
| 7.  | 〈어떡해〉                              | 멜로디데이      | 3:48      |
| 8.  | 〈I'll Be There For You (Korean Ver.)〉 | 레드애플 한별   | 4:13      |
| 9.  | 〈사랑할 줄 몰라서〉                    | 주원            | 2:52      |
| 10. | 〈너에게 가는 길 (Inst.)〉              | Various Artists | 3:27      |
| 11. | 〈꽃이 핀다 (Inst.)〉                   | Various Artists | 4:07      |
| 12. | 〈I'll Be There For You (Inst.)〉       | Various Artists | 4:15      |
| 13. | 〈A Stranger (Inst.)〉                  | Various Artists | 2:35      |
| 14. | 〈사랑할 줄 몰라서 (Inst.)〉            | Various Artists | 2:51      |
| 15. | 〈말하지 그랬어 (Inst.)〉               | Various Artists | 4:50      |
| 16. | 〈어떡해 (Inst.)〉                      | Various Artists | 3:49      |
| 17. | 〈The Secret Lover (Original Ver.)〉    | Various Artists | 2:07      |
| 18. | 〈A Stranger (Guitar Ver.)〉            | Various Artists | 1:52      |
| 19. | 〈Racing Go Go〉                        | Various Artists | 1:31      |
| 20. | 〈지금은 멀리 있지만〉                  | Various Artists | 2:14      |
| 21. | 〈The Way To Love〉                     | Various Artists | 2:15      |

## 수상 경력
- 2013년 MBC 연기대상 미니시리즈 부문 남자 우수상 주원

## 경쟁작
- 대풍수 (SBS, 2012년 10월 10일 ~ 2013년 2월 7일)
- 그 겨울, 바람이 분다 (SBS, 2013년 2월 13일 ~ 2013년 4월 3일)
- 전우치 (KBS2, 2012년 11월 21일 ~ 2013년 2월 7일)
- 아이리스 2 (KBS2, 2013년 2월 13일 ~ 2013년 4월 18일)

## 같이 보기
- 7급 공무원 (영화)